# ماسارو كوروتسو
ماسارو كوروتسو (باليابانية: 黒津 勝) (20 أغسطس 1982 في كوغا في اليابان – )؛ هو لاعب كرة قدم ياباني سابق كان يلعب كمهاجم.

## وصلات خارجية
- ماسارو كوروتسو على موقع رابطة كرة القدم اليابانية للمحترفين (اليابانية)
- ماسارو كوروتسو على موقع قاعدة بيانات كرة القدم.إي يو (الإنجليزية)
- ماسارو كوروتسو على موقع Soccerway.com (الإنجليزية)
- ماسارو كوروتسو على موقع عالم كرة القدم.نت (الإنجليزية)